# André Wessels
André Weßels, född den 21 oktober 1981 i Recklinghausen, Tyskland, är en tysk fäktare som tog OS-brons i herrarnas lagtävling i florett i samband med de olympiska fäktningstävlingarna 2012 i London.